# جهش‌یافته

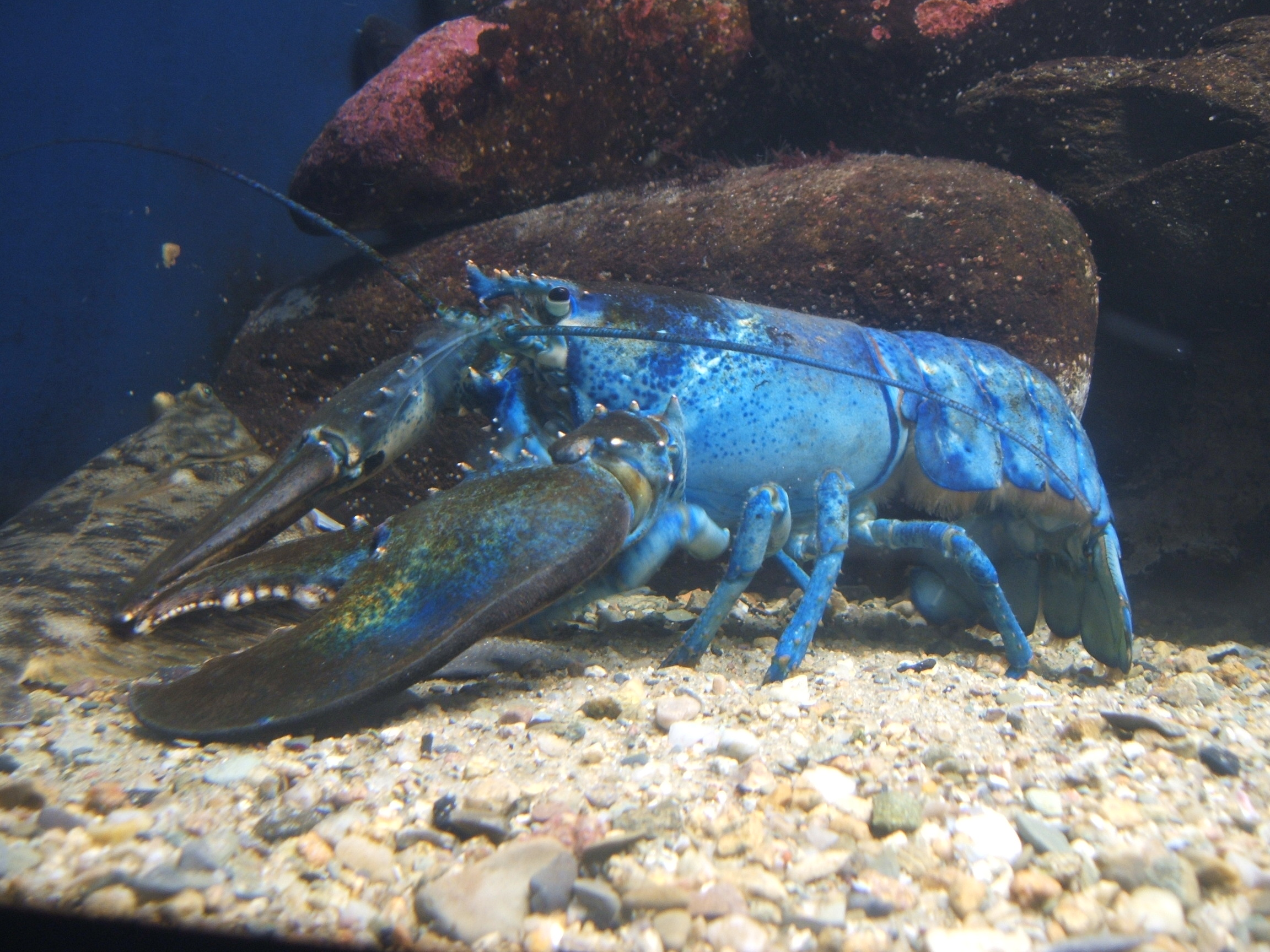
شاه‌میگو آبی یک نمونه جهش‌یافته‌است.

در زیست‌شناسی و به‌ویژه در ژنتیک، جهش‌یافته به جانداری نو با ویژگی یا ویژگی‌های ژنتیکی نو می‌گویند که در پی یک جهش ژنی پدید می‌آید. هنگامی که جهش در یکی از جفت‌بازهای توالی ژنتیکی یک جاندار رخ می‌دهد، پدید آمدن ویژگی یا ویژگی‌های تازه‌ای را درپی خواهد داشت که در گونهٔ خود رو (وحشی) یافت نمی‌شده‌است.